# MG 15機槍
MG 15是第二次世界大戰早期的德國空軍用機槍，普遍於轟炸機和俯衝轟炸機上用作自衛機槍並由機槍手操作，它和陸軍MG34通用機槍一樣源自索羅通MG30通用機槍，1940年開始漸由MG 81機槍所取代，同時和MG 15同系列但作為固定機槍的MG 17機槍也一起被取代，這些航空機槍從飛機上被拆下來後裝上腳架和槍托成為陸戰用槍。

## MG 15于日本的应用
MG 15在二次大戰時也有被日本人仿製成陸軍九八式旋回機關銃和海軍一式旋回機關銃，日本军队直接拿從中國戰場上繳獲的國軍德式毛瑟子彈來用，所以，九八式甲型口徑都是7.92毫米，而後來這些中國製造的毛瑟子彈使用完后，改用日本國產的7.7毫米口徑子彈，此謂九八式乙型。

## 使用國家
- 魏瑪共和國
- 納粹德國
- 大日本帝国

## 流行文化

### 電子遊戲
- 2021年—《應徵入伍》：作為德軍科技樹上BR V的機槍可解鎖。

## 外部連結
- MG 15 in private collection, forum site （页面存档备份，存于）
- Imperial Japanese Weapons （页面存档备份，存于）
- The MG-15: A Flexible Aircraft Machine Gun Pushed into Infantry Service （页面存档备份，存于）